# Kristdemokrati
Kristdemokrati är en politisk ideologi som uppstod i artonhundratalets Europa under påverkan av konservatism och den katolska socialläran. Den kristdemokratiska ideologin karaktäriseras för att vara konservativ när det kommer till kulturella, sociala och moraliska frågor (och lutar åt socialkonservatism) samtidigt som de ofta förespråkar en social marknadsekonomi.

## Kristdemokrati
Ideologin har en socialfilosofisk grund som sätter människovärdet och familjen högt, och motarbetar totalitära regimer. Den kristdemokratiska ideologin är en av de svåraste att tydligt sammanfatta eftersom den till skillnad från till exempel liberalismen och socialismen inte har några givna grunddokument att se tillbaka till, och oftast är mer formad av lokala omständigheter än av en gemensam lära. Det fanns dock ett antal viktiga författare och filosofer hos vilka man kan finna stora delar av grunden för det som senare skulle bli kristdemokratin. Det finns också ett antal principer som kan sägas vara ganska allmängiltiga inom den kristdemokratiska rörelsen, dock skiljer sig både namnen, beskrivningen samt vilka av dem som ges mest tyngd mellan olika kristdemokratiska partier. I denna text kommer främst begreppen omnämnas i den form de används av det svenska kristdemokratiska partiet (KD).

## Filosofisk och historisk grund
Kristdemokratin finner sin filosofiska grund i Thomas av Aquinos syntes av den aristoteliska ontologin och den kristna traditionen. Här definieras rättigheter utifrån vad som är i enlighet med den mänskliga naturen, till exempel anses rätten till mat vara en mänsklig rättighet eftersom avsaknad av mat leder till en brist gentemot människans natur, en så kallad ontologisk privation. Den thomistiska filosofin var en av de viktigaste under medeltiden och har format katolska kyrkans samhällssyn. Den thomistiska filosofin blev igen fokus för intresse hos många katolska filosofer under 1800-talet, då under benämningen nythomism.
Den kristna/thomistiska människosynen utvecklades senare till en egen filosofisk tradition under benämningen personalism. Personalismen betonar till skillnad från individualismen och kollektivismen inte enbart en sida av den mänskliga samlevnaden utan försöker skapa en komplett syn på både den enskilda människan och dess gemenskaper. Personalismen utgår ifrån den enskilda personen. "En individuell substans av rationell natur" är den klassiska personalistiska sammanfattningen av vad en person är. Den beskrivningen kanske inte är så förklarande om man inte känner till det ontologiska och thomistiska språket, men kan beskrivas så som att en person är en individ som av sin natur är rationell, vilket bland annat leder till att man anser att alla människor har samma värde, eftersom deras varande person inte förändras av brister hos den enskilde. Människovärdet ligger istället i just att vara människa.
Moderna författare som har varit viktiga för kristdemokratins utformning inkluderar bland andra Emmanuel Mounier, Étienne Gilson och Jacques Maritain.

## Ideologiska grundprinciper
Dessa är de principer som de svenska kristdemokraterna anger som sina grundvalar, och de stämmer i stort med den kristdemokratiska rörelsen i sin helhet även om det är svårt att på ett fullgott sätt sammanfatta de olika kristdemokratiska partiernas åsikter under ett fåtal rubriker. Ideologin har egentligen inte några dylikt enkelt sammanfattade principer, utan är mer av en tanketradition, vilket innebär att en viss diskrepans finnes mellan den beskrivning som görs av partier i olika länder.

### Människovärdet
Människovärdet brukar anges som den övergripande principen som alla de andra vilar på. Den bygger på principen att alla människor, oavsett var de lever i världen eller vad de har gjort i sitt liv, har ett unikt och okränkbart värde som innefattas i att vara människa. Detta är ett av de viktigaste skälen till att till exempel solidaritetsprincipen/syskonskapstanken och förvaltarskapstanken hålls högt. Detta leder också till att kristdemokrater oftast har ett principiellt motstånd mot dödsstraff, samt är kritiska till krig och våld som lösning på problem om detta går att undvika. Inga beslut som fattas av politiker får kränka människovärdet, eftersom det står högre än alla andra principer som beslut kan bygga på.

### Personalismen
Förutom att vara en filosofisk strömning av vikt för kristdemokratin brukar en sammanfattning av personalismens syn på förhållandet individ-samhälle inkluderas bland de grundläggande principerna som ideologin bygger på. Grundtanken där är just att människan är en person, ej endast en individ sig själv god och inte heller endast en anonym del av samhällskroppen. En person är en individ, men också en del av en mängd gemenskaper, en del självvalda men också en del som hon inte själv har valt. Dessa naturliga gemenskaper är både en viktig del av personens jag och nödvändiga för att den enskilde ska kunna utvecklas. De som är med i gemenskaperna är där både för att själv utvecklas och få stöd, men även för att ge detsamma tillbaka till de övriga medlemmarna. Den gemenskapen som anses vara viktigast för den enskildes utveckling och goda liv är familjen, och kristdemokratiska partier brukar därför ofta hålla försvaret av familjen högt.

### Ofullkomlighetsprincipen
Den personalistiska synen på människan menar att människan är ofullkomlig, det vill säga att hon har brister vilka kan leda till både medvetna och omedvetna misstag och onda handlingar. Det innebär också att inte heller system skapade av människan någonsin kan bli helt igenom perfekta. Även om människan ofta försöker göra gott, och vi kan förändra världen till det bättre, innebär denna syn att kristdemokratin förkastar möjligheten att uppnå en utopi, och håller sig därmed inte heller med en sådan. Människan är enligt denna syn rationell och har möjligheten att arbeta för det goda och göra moraliskt riktiga val, men kommer inte alltid att lyckas. Detta leder till att alla människor förtjänar en andra chans när de har gjort fel, men också att man måste ta ansvar för sina handlingar. Eftersom denna ofullkomlighet gäller även politiska strukturer anses maktdelning vara nödvändig för att hindra ett fåtal från att få för mycket makt och leder till ett motstånd mot diktaturer.

### Förvaltarskapsprincipen
Grunden för förvaltarskapstanken är att världen, som vi har ärvt av våra förfäder, inte enbart finns till för oss som lever idag utan måste förvaltas på bästa möjliga sätt så att våra barn och kommande generationer får ta över en värld som är minst lika bra som den vi själva tog emot, men helst ännu bättre. Detta innebär att man inte har rätt att ignorera problem som miljöförstöring, konflikter eller dålig ekonomi, och att det inte heller räcker med att stillasittande vara nöjd med att inte själv förvärra problemen. Vi har enligt detta alla ett ansvar att göra det vi kan för att se till att världen vi lämnar efter oss är så bra som möjligt. Att förstöra miljön, kulturmiljö, avskaffa traditioner och att förstöra samhällsekonomin ses som lika onda ting, eftersom de drabbar kommande generationer för vår egen tillfälliga vinning.

### Subsidiaritetsprincipen
Den kortaste sammanfattningen av subsidiaritetsprincipen är att beslut ska fattas på lägsta ändamålsenliga nivå. Detta innebär bland annat att staten inte ska lägga sig i beslut som bästa fattas i familjen eller kommunen, men också att vissa beslut behöver och ska fattas på en högre nivå, till exempel frågor om miljö och säkerhet. En viktig del i detta är att en högre nivå inte har rätt att flytta upp beslut till sig själv utan att detta stöds av de underliggande nivåerna samt att det är nödvändigt för beslutets ändamålsenlighet. Subsidiaritetsprincipen innebär även att de högre nivåerna har ett ansvar för att stödja och hjälpa de lägre att kunna klara av sina ansvar. Till exempel har kommunerna ett ansvar att hjälpa barn med svårigheter, för att på så sätt underlätta för föräldrarna att kunna ta hand om det.

### Solidaritetsprincipen
Denna princip bygger till stor del på människovärdesprincipen i det att den menar att alla människor i världen, så väl de som är nära oss själva som de som är långt borta, har samma okränkbara värde, och att vi därmed har ett ansvar för att deras människovärde inte kränks, och att de får möjligheten till ett värdigt liv. Här, på samma sätt som i förvaltarskapet gäller att vi har ett ansvar för att aktivt arbeta för att våra medmänniskor får ett gott liv. Namnet på denna princip skiljer sig mellan partiet Kristdemokraterna och deras ungdomsförbund, Kristdemokratiska ungdomsförbundet, i det att partiet främst betonar vad principen leder till (solidaritet), medan ungdomsförbundet främst vill betona den syn som ligger till grund för principen – med andra ord att alla människor ska ses som våra syskon.

## Kristdemokrati i världen
Kristdemokratiska partier har internationellt ofta hamnat i mitten mellan socialistiska partier och högern, och inte sällan med en värdekonservativ profil. Dock finns det kristdemokratiska partier som tydligt tillhör det ena eller andra blocket. De europeiska partierna är oftast mer högerorienterade, medan de kristdemokratiska partierna i Sydamerika oftast lutar mer åt vänster, dock finns det givetvis många undantag från dessa generella klassificeringar.
De kristdemokratiska partierna är samlande i the Centrist Democrat International (tidigare Christian Democratic International), och i Europaparlamentet sitter de i Europeiska folkpartiets grupp (kristdemokrater) (EPP).
Den kristdemokratiska internationalen är den näst största, endast den socialdemokratiska är större. Den inkluderar både rena kristdemokratiska partier och en del som endast är näraliggande dem.
Kristdemokratiska partier dominerade politiken i flera nationer i efterkrigstidens Europa: CDU och CSU i Tyskland, Democrazia Cristiana i Italien samt Fine Gael och Fianna Fáil i Irland. Den kristdemokratiska ideologin uppfattades av många européer som ett gångbart alternativ till nationalism och kommunism. Europeiska Unionen var också huvudsakligen en skapelse av kristdemokraterna Konrad Adenauer, Alcide De Gasperi och Robert Schuman i sviterna av andra världskriget.

### Kristdemokratin i Sverige
I Sverige bildades Kristen Demokratisk Samling (KDS) år 1964 främst som en reaktion på avkristnandet av Sverige och kulturradikalismen. Partiet är sprunget ur frikyrkorörelsen, främst pingströrelsen och liknande samfund som kan betraktas som mer teologiskt konservativa. Länge var det nästan uteslutande väljare från dessa samfund som stödde partiet, men i samband med valet 1991, då partiet etablerade sig i riksdagen, breddades väljarbasen på två sätt. Dels genom att sekulära väljare i större utsträckning röstade på partiet, dels genom att partiet blev dominerande inom nästan alla frikyrkliga samfund samt fick ett betydligt större stöd bland aktiva i Svenska kyrkan. Bakom denna väljarmässiga förändring låg bland annat en ideologisk kursomläggning för partiet som bland annat innebar en klarare koppling till den europeiska kristdemokratin. KDS började sin bana som ett kristligt parti med tydliga kopplingar till pingströrelsen, där Lewi Pethrus var den mest kände initiativtagaren till partibildningen. Efter hand närmade man sig den mer katolskt inspirerade, internationella kristdemokratiska rörelsen och har idag helt anammat den kristdemokratiska ideologin. Därav namnbytena till Kristdemokratiska Samhällspartiet och senare bara Kristdemokraterna. I Sverige finns det ett antal organisationer som vilar på kristdemokratisk grund, men de är alla kopplade till det kristdemokratiska partiet på något sätt. De idag existerande organisationerna är:
- Kristdemokraterna (KD)
- Kristdemokratiska Ungdomsförbundet *
- Kristdemokratiska Kvinnoförbundet *
- Kristdemokratiska Seniorförbundet *
- Kristdemokratiska Studentförbundet
- Kristdemokrater i Svenska kyrkan
- Stiftelsen Civitas
- Studieorganisationen Framtidsbildarna

(Organisationer markerade med asterisk * är officiellt associerade med Kristdemokraterna)

## Kända kristdemokrater
- Konrad Adenauer – Förbundsrepubliken Tysklands första förbundskansler 1949–63. En av EU:s grundare.
- Helmut Kohl – Förbundskansler både i Västtyskland och senare i Tyskland
- Robert Schuman – Fransk politiker som varit både utrikesminister och regeringschef. En av EU:s grundare.
- Angela Merkel - Tidigare Förbundskansler i Tyskland.
- Ebba Busch - Partiledare för Kristdemokraterna (Sverige) (KD)